# Volkswagen XL1
Volkswagen XL1 – модель екстремально економічного двомісного автомобіля концерну Volkswagen з електро-гібридним двигуном і формулою кузова 2-дверне купе. Модель також часто зветься «1-літрове авто» – за кількістю в середньому споживаного пального. 
Автомобіль деякий час існував тільки як прототип. Третій варіант прототипу з лютого 2013 року випускається як серійне авто (1-а серія – 50 екземплярів), початок продажу – з квітня 2013 року.

## Історія

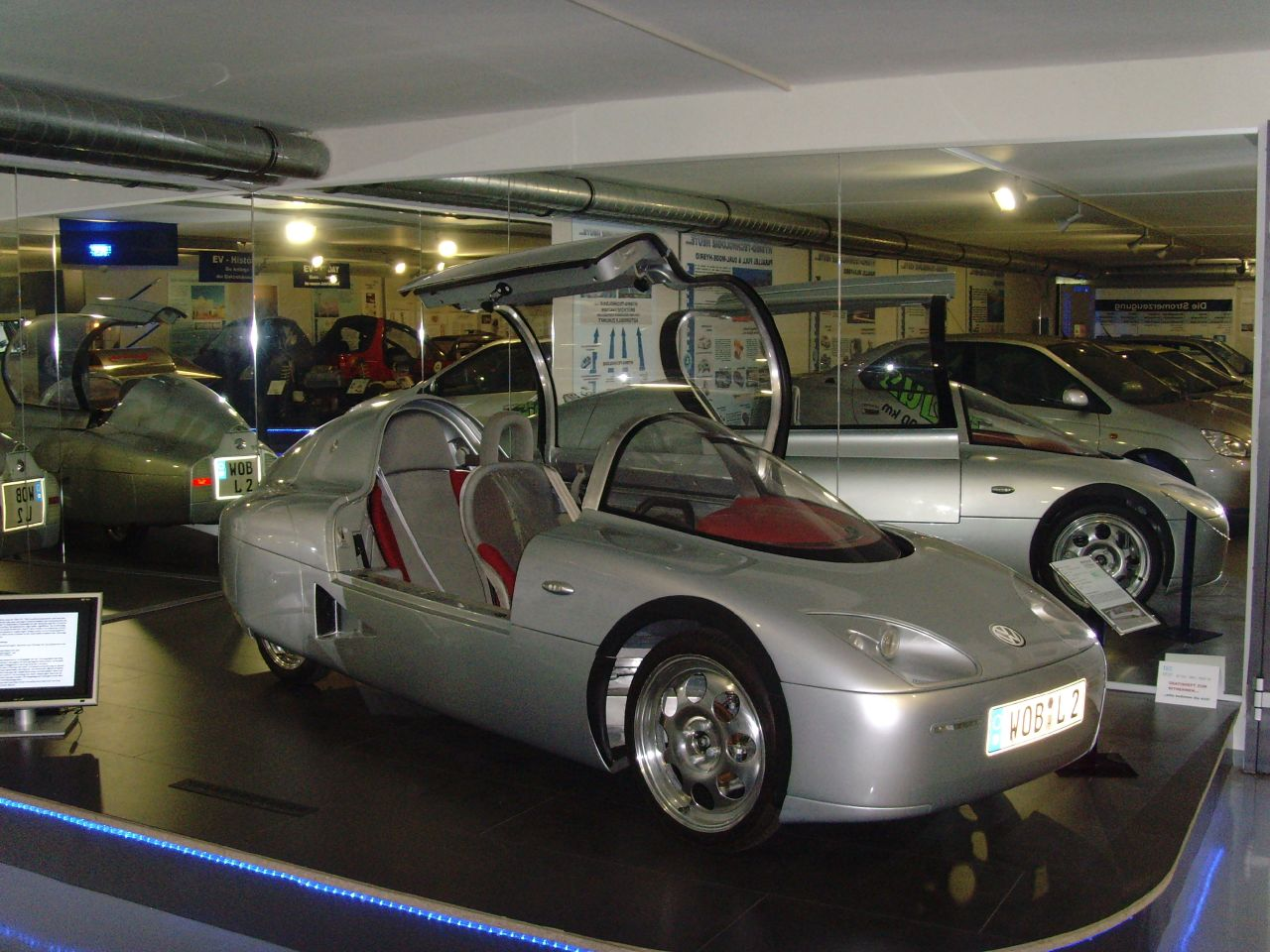
Модель «1L» в автомузеї міста Альтлусхайм (Баден-Вюртемберг)

На початку 2000-х років світові автогіганти інтенсивно розробляли нові технології автомобілів з низьким споживанням пального на базі гібридних конструкцій двигунів. На цьому шляху вже добився успіху японський концерн Toyota, який вже серійно випускав модель Prius. Не відставала від нього не менш технологічно просунута Honda з гібридною моделлю Civic Hybrid; до гонки підключився преміум-автовиробник з Баварії BMW.
Голова «Фольксвагену», і сам автомобільний піонер і новатор Фердинанд Пієх дав конструкторам концерну завдання розробити авто з рекордно низьким споживання пального.
- В 2002 з'явилось концепт-авто з красномовною назвою «Volkswagen 1L» («Фолькскваген 1 Літр»). Його довжина дорівнювала 3,65 м, ширина 1,25 м, коефіцієнт повітряного обтікання Cw=0,159, вага всього 290 кг. Сидіння водія і пасажира розміщалися поздовжно - одне за іншим. Єдина дверця  з прозорого скла циліндричної форми за конструкцію нагадувала люк пілота в кабіні реактивного винищувача.

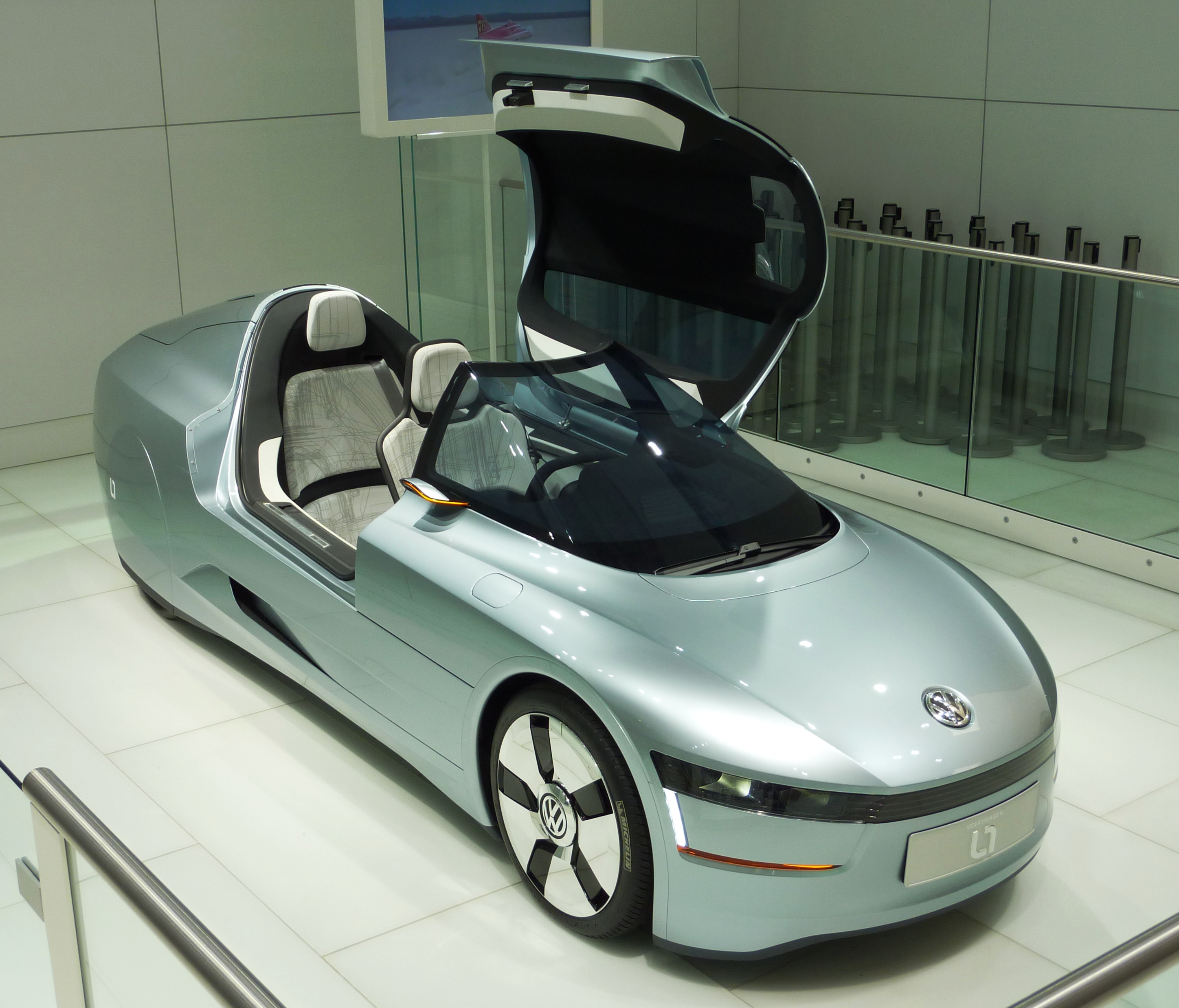
Концепт-авто VW L1 (2009)

- В 2009 з'явився концепт наступного покоління, який мав назву L1.

## Кузов
Монокок і основні несучі деталі виконані з вуглепластику з доданням карбону. Пуста вага авто до 795 кг.
Форма кузова дозволила довести коефіцієнт аеродинамічного опору Cw = 0,189 - що є найкращим показником серед серійних авто у світі.
Дверцята мають форму «крила», тобто відкриваються вгору, як в багатьох спортивних суперкарах.

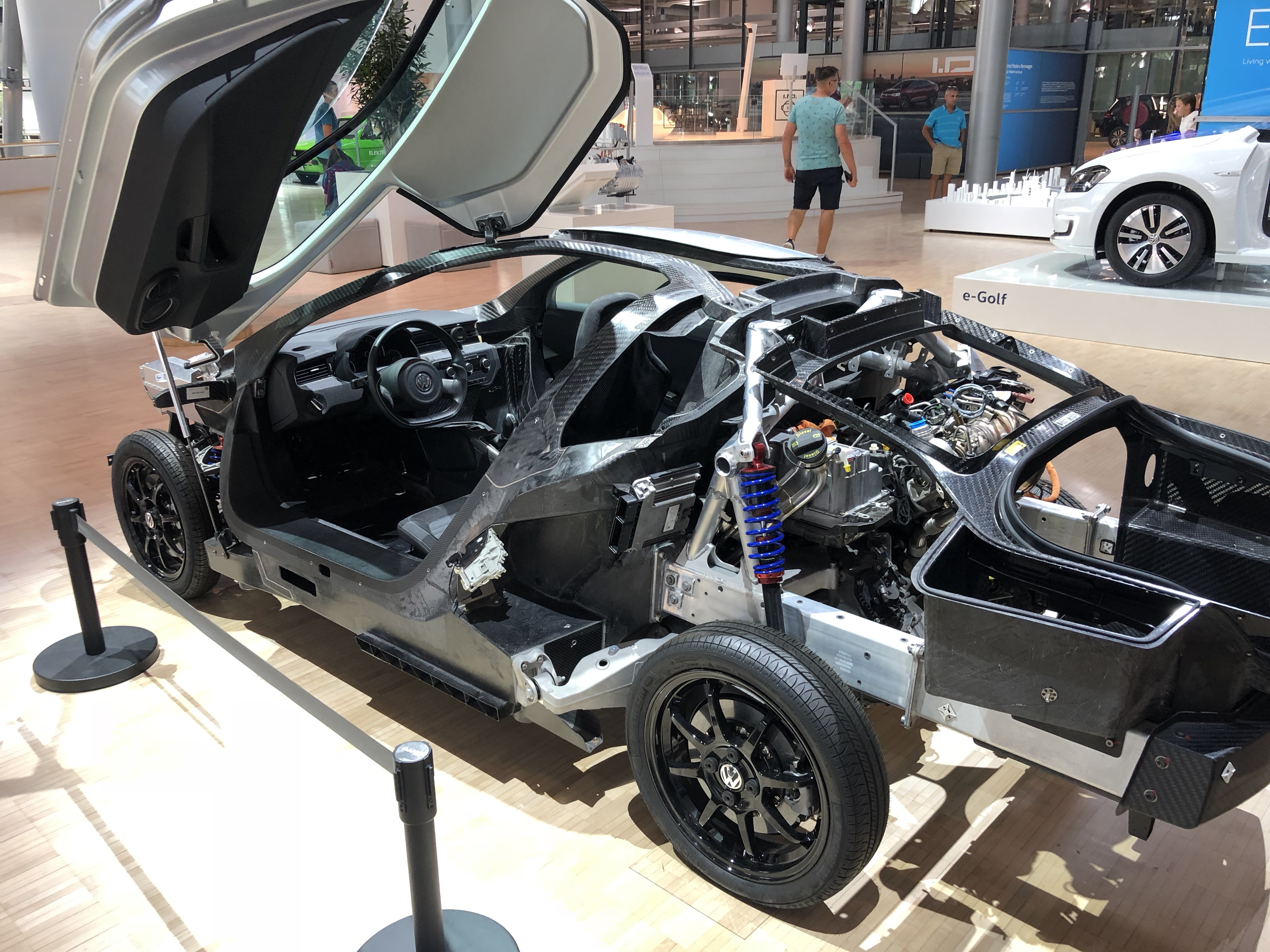
Volkswagen XL1 без облицювальних панелей в Дрезденському «Скляному Заводі»

- Довжина 3888 мм
- Ширина 1665 мм
- Висота 1156 мм
- Колісна база 2224 мм

## Технічні дані
Авто сконструйоване за технологією Plug-in-Hybrid, має дизельний ДВЗ традиційної для VW технології TDI, електрогенератор, електромотор та літій-іонний акумулятор, котрий може заряджатися також від електророзетки.
- Привід  – на задню вісь
- Двигун внутрішнього згоряння: 2-циліндровий TDI, об'єм 800 cm³, потужність 35 кВ/48 к.с., крутний момент 120 Н·м
- Електродвигун: 20 кВ/27 к.с., крутний момент 140 Н·м
- Потужність (на бустері)  51 кВ
- Крутний момент (на бустері)  140 Н·м
- Трансмісія:   7-ступінчата автоматична коробка передач з подвійним зчепленням (DSG)
- Батарея: літій-іонний акумулятор ємністю 5,5 кВт·год
- Маскимальна швидкість: 160 км/год (обмежена)
- Прискорення: 0-100 км/год — 12,7 сек.

## Економічні показники
- Споживання пального — 0,9 л/100 км
- Дальність пробігу на акумуляторі — 50 км
- Дальність пробігу на ДВЗ + електроприводі - бл. 500-550 км (з 10-літровим баком пального)
- Вихлоп класу Євро-6; емісія CO2 - 21 г/км
- Ціна: 110000 євро[1].

## Виноски
1. ↑  Первый Volkswgaen XL1 доставили покупателю. Volkswagen Drive. 3 червня 2014. Архів оригіналу за 4 березня 2021. Процитовано 3 січня 2021.